# Récit oral

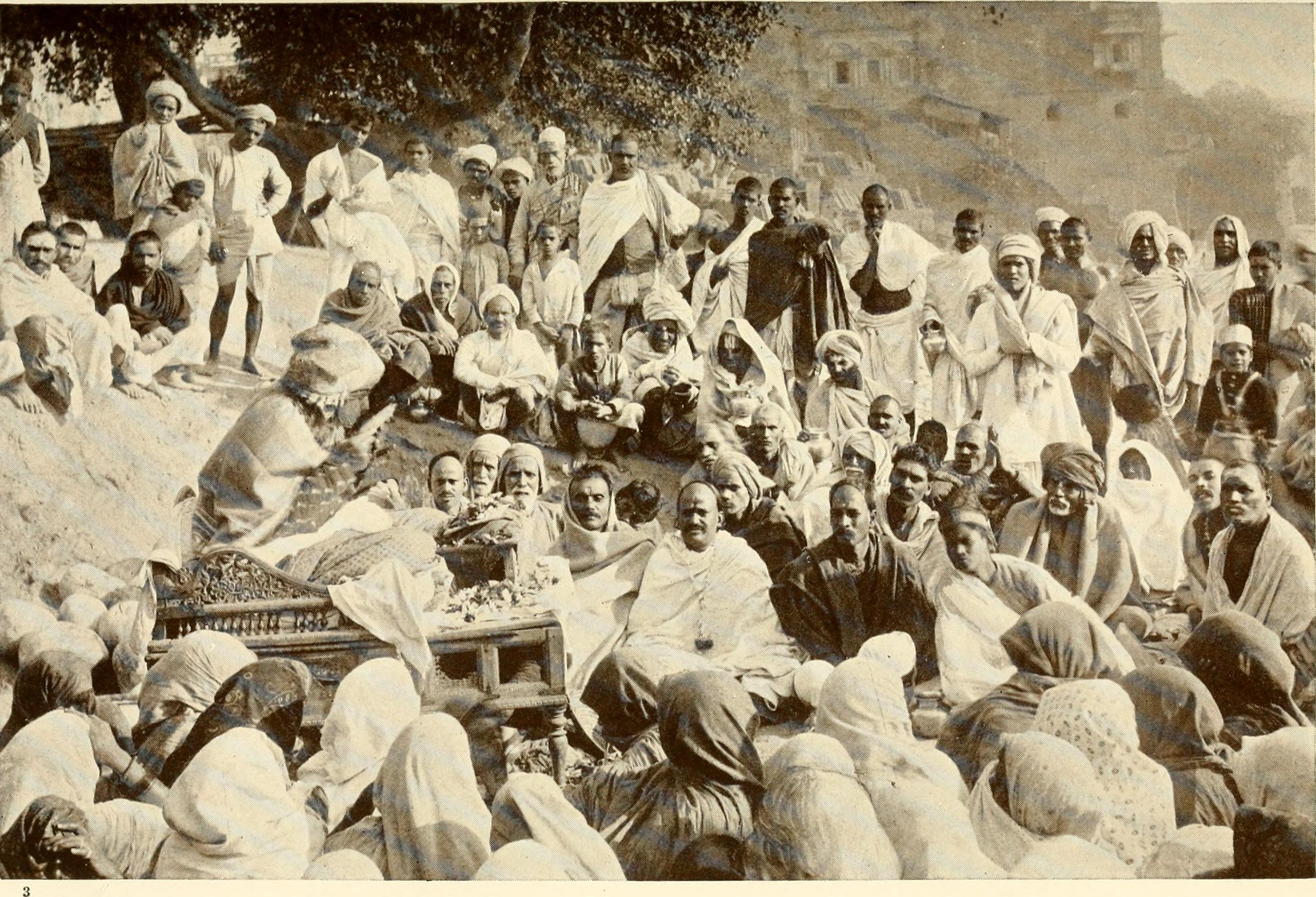
Conteur indien récitant des épopées au milieu de villageois (1913).

Le récit oral est une tradition ancienne et intime entre le conteur et son public. Le conteur et les auditeurs sont physiquement proches, souvent assis ensemble de manière circulaire. L'intimité et la connexion sont renforcées par la flexibilité de la narration orale, qui permet de modeler le récit en fonction des besoins de l'auditoire et du lieu ou de l'environnement dans lequel il est raconté. Les auditeurs ressentent également l'urgence d'un processus créatif qui se déroule en leur présence et ils ressentent le pouvoir de faire partie de ce processus créatif. Le conte crée un lien personnel entre le conteur et le public.
La flexibilité de la narration orale s'étend également au conteur. Chaque conteur incorpore sa personnalité et peut choisir d'ajouter des personnages à l'histoire, ce qui donne lieu à de nombreuses variantes d'une même histoire. Certains conteurs considèrent que tout ce qui n'est pas lié au récit est superflu, tandis que d'autres choisissent d'améliorer leur récit en y ajoutant des outils visuels et sonores, des actions spécifiques ainsi que des stratégies et des dispositifs créatifs.
La narration peut prendre de nombreuses formes : en prose, sous forme poétique, sous forme de chanson, accompagnée de danse ou d'une représentation théâtrale.

## Conteurs professionnels dans différentes cultures
- Achik, dans les cultures turques
- Barde
- Pingshu (en), culture chinoise
- Dastangoi (en), Inde
- Qissagoi, Pakistan et Inde
- Filid -  Seanchaí (en), Irlande
- Goliards
- Griot, Afrique de l'Ouest
- Gusans, de Parthie et d'Arménie d'autrefois
- Kobzar, Ukraine
- Maggid, Juif
- Ménestrel
- Dengbêj (en), Kurdes
- Ozan, Turquie
- Üliger, Mongolie